# Селдовия (аэропорт)
Аэропорт Селдовия (англ. Seldovia Airport), (ИАТА: SOV, ИКАО: PASO, FAA LID: SOV) — государственный гражданский аэропорт, расположенный в двух километрах к востоку от центра района Селдовия (Аляска), США.

## Операционная деятельность
Аэропорт Селдовия занимает площадь в 72 гектар, расположен на высоте 9 метров над уровнем моря и эксплуатирует одну взлётно-посадочную полосу:
- 16/34 размерами 562 х 18 метров с гравийным покрытием.

За период с 31 декабря 2004 по 31 декабря 2005 года Аэропорт Селдовия обслужил 5660 операций по взлётам и посадкам самолётов (в среднем 15 операций в день), из них 62 % пришлось на рейсы авиации общего назначения и 38 % — на рейсы аэротакси. В данный период в аэропорту базировалось 15 воздушных судов, из которых 93 % — однодвигательные самолёты и 7 % — многодвигательные.